# À pleur-joie
À pleur-joie est un roman d'Elvire de Brissac publié le 19 février 1969 aux éditions Grasset et ayant reçu le prix des Deux Magots la même année.

## Éditions
- À pleur-joie, éditions Grasset, 1969.